# إبراهام مونتيس ألفارادو
إبراهام مونتيس ألفارادو هو سياسي مكسيكي، ولد في 16 مارس 1961 في ولاية شيواوا في المكسيك. نشط حزبياً في الحزب الثوري المؤسساتي. وقد انتخب عضو مجلس النواب المكسيك ‏.